# L11 (гармата)
L11 (повна офіційна назва: Gun, 120 mm, Tank, L11) — британська 120 мм нарізна танкова гармата виробництва компанії Royal Ordnance. Вона була розроблена на заміну 105-мм гармати L7 яку використовували на танку «Центуріон». Її було встановлено на танки «Чіфтен» і «Челленджер 1», тоді як «Челленджер 2» використовує сучаснішу 120-мм гармату L30, яка також є нарізною. Всього було випущено 3012 гармати L11 при вартості однієї штуки близько 227 000 дол. США.
Стала першою танковою гарматою країн-членів НАТО калібру 120 мм. Попри те, що ця гармата має стандартний для танкових гармат НАТО калібр 120 мм, вона не є сумісною з ними, оскільки L11A5 нарізна та має роздільно-гільзове заряджання, тоді як інші натівські 120-мм гармати, як Rh-120, є гладкоствольними й мають унітарні боєприпаси.

## Історія
Royal Armament Research and Development Establishment у Форту Голстед розробила нову 120 мм нарізну гармату у 1957. Нова гармата була визнана необхідною, тому що британська армія зазначила далекобійність більшу ніж інші армії, наприклад, 2 000 м (2 200 ярд), за специфікацією армії США, незважаючи на тогочасні дослідження, за якими запропонована дистанція бойового зіткнення було ближча за вимоги армії США. L11 була розроблена для встановлення у башту танка Чіфтен (FV4201). Після вогневих випробувань у 1961, L11 була прийнята на службі для танка Чіфтен у 1965 і поступила на озброєння британської армії у 1966.
З того часу було розроблено вісім різних варіантів гармати L11. У червні 1976 було розпочато виробництво нових боєприпасів для L11A5.

## Варіанти
На базі гармати Royal Ordnance L11 було розроблено серію різних моделей; основною серійною версією стала L11A5.
L11A1 — Перший серійний варіант; 130 штук.
L11A2 — RO Defence внесли чисельні зміни, в тому числі модифікували вентиляційну трубу, обтюратор захисного кожуха та 15 вентиляційних отворів. Міцніші матеріали використано у виробництві затворного кільця.
L11A3 — Деякі зміни затворного кільця.
L11A4 — Тестовий прототип з механізмом заряджання.
L11A5 — Основна серійна модель. Нова вбудована дулова система та новий і легкий ежектор який вимагав додаткову вагу у 7,7 кілограма (17 фунт) на затворі для балансу.
L11A6 — Переробка моделі A3 під поліпшення моделі A5.
L11A7 — Запропоновано напів-автоматичний шомпол, але у серію не прийнято.
L30 (EXP 32M1) — Останній варіант конструкції L11, розроблений за програмою Challenger Armament.

## Конструкція
Затворний механізм — напівавтоматичний ковзний затвор. Гармата мала гідропневматичну систему відбою з двома буферами. Відбій гармати становив 37 см (15 дюйм). Конструкція затвора базувалася на конструкції затвора Krupp/skoda sfh/18/43 model 18 який британці ретельно вивчили після Другої світової і обрали для використання у 120 мм гармати.
На відміну від більшості гармат які стріляють унітарними снарядами, тут заряджання окреме. Метальний заряд розташовано у картузі яка згоряє (або пізніше у гільзі яка згоряє для БПС). Таке заряджання потребує обтюрації затвора на відміну від унітарних снарядів. При першій демонстрації, БПС (бронебійний підкаліберний снаряд) вистрілювали завдяки циліндричним зарядам. Бронебійно-фугасні снаряди (БФС), димові і інші снаряди використовували напів-циліндричні заряди (L3). Два заряди для фугасних боєприпасів могли зберігатися на місці одного заряду для бронебійних. У танках Chieftain та Challenger, 36 зарядів зберігалися у боєукладці з водою, тому при влучання снаряда у боєукладку вода змочувала метальні заряди не даючи їм спалахнути.
Ствол гармати L11A5 оснащено ежектором на відстані приблизно дві третини від дулового зрізу і термальним кожухом.
При першій презентації до ствола було приєднано кулемет калібру  12,7 мм. Траєкторія набою кулемета збігалася з траєкторією снаряда на відстані до 2 600 м (2 800 ярд), на цю дистанцію вистачало трасера. Це, хоч і ефективно, обмежувало дальність стрільби такою відстанню. Наприкінці 1970-х у британській армії замість цільових кулеметів почали використовували лазерні далекоміри, що дозволило збільшити дальність стрільби. Проте, після тестових стрільб у США на Абердинському полігоні було визнано, що стрільба на дистанції понад 3 км (1,9 миля) марна через відхилення снаряду. Особливо це підходить для цілей які рухаються. Під час Корейської війни британська армія озброєна танками Центуріон з гарматами Ordnance QF 20 pounder успішно обстрілювала бункери на відстані 4000 м.
Під час операції Гренбі з гармати L11 на британському Challenger 1 змогли зробити найдальше влучання у танк у військовій історії, іракський танк T-72 було підбито на відстані 5,1 км.

## Характеристики
- Калібр: 120 міліметрів (4,7 дюйм)
- Довжина ствола 6,604 метра (21 фут 8,0 дюйм) (55 calibres)
- Загальна довжина 6,858 метра (22 фут 6,0 дюйм)
- Вага: 1 778 кілограмів (3 920 фунт)
- Віддача: 37 сантиметрів (1 фут 3 дюйм)
- Максимальні відстань/швидкість (БОПС): 3 000 метрів (3 300 ярд), 4 495 фут/с (1 370 м/с)
- Максимальні відстань/швидкість (БФС): 8 000 метрів (8 700 ярд), 2 198 фут/с (670 м/с)
- Максимальна швидокстрільність: 10 пострілів/хв[6]
- Середня швидкострільність: 6 пострілів/хв
- Кути підвищення: +20/-10 на Chieftain Mk 2.

### Доступні боєприпаси
- L31 High Explosive Squash Head (HESH)
- L15 Armour Piercing Discarding Sabot-Tracer (APDS-T) (виробництво припинено)
- L20 Discarding Sabot-Training (DS-T)
- L23 Armour Piercing Fin Stabilized Discarding Sabot (APFSDS)
- L34 Smoke
- L32 Squash Head-Practice (SH-P)
- L35A1 картеч

## Оператори

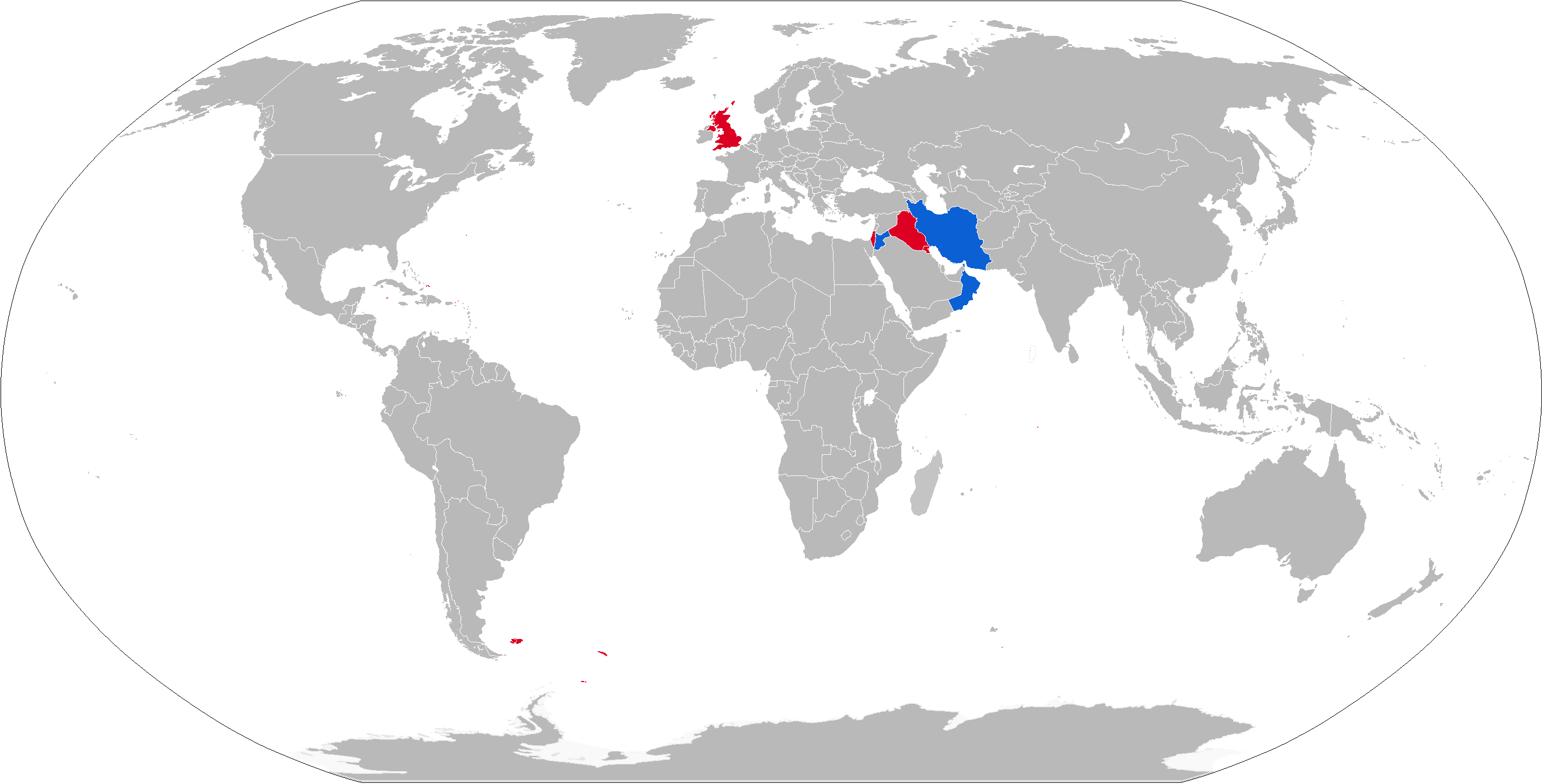
Мапа користувачів L11A5. Синій колір — поточні, червоний — колишні

### Поточні оператори
- Іран
- Йорданія
- Оман

### Колишні оператори
- Ірак
- Ізраїль
- Кувейт
- Велика Британія

### Гармати схожі за призначенням, продуктивністю і епохою
- У—5ТС «Молот»: Радянська115-мм гладкоствольна гармата
- Royal Ordnance L7: Попередник гармати L11